# 알파벳 (형식 언어)
형식 언어 이론에서 어휘(vocabulary)라고도 불리는 알파벳(alphabet)은 일반적으로 문자, 숫자, 음소 또는 단어를 나타내는 것으로 간주되는 분할할 수 없는 기호/문자/자체의 비어 있지 않은 집합이다. 집합(set)이라는 기술적 의미의 알파벳은 논리학, 수학, 컴퓨터 과학, 언어학을 포함한 다양한 분야에서 사용된다. 알파벳은 임의의 카디널리티("크기")를 가질 수 있으며, 목적에 따라 유한할 수도 있고(예: 문자 "a"에서 "z"까지의 알파벳) 셀 수 있을 수도 있고(예: {\displaystyle \{v_{1},v_{2},\ldots \}}) 아니면 셀 수 없는 경우도 있다(예: {\displaystyle \{v_{x}:x\in \mathbb {R} \}}).
알파벳 위의 "단어" 또는 "문장"이라고도 하는 문자열은 알파벳 집합의 기호 시퀀스로 정의된다. 예를 들어, 소문자 "a"부터 "z"까지의 알파벳을 사용하여 "iceberg"와 같은 영어 단어를 형성할 수 있으며, 대문자와 소문자 모두의 알파벳을 사용하여 "Wikipedia"와 같은 고유명사를 형성할 수도 있다. 일반적인 알파벳은 이진 알파벳인 {0,1}이고, "00101111"은 이진 문자열의 예이다. 무한한 기호 시퀀스도 고려할 수 있다.
실용적인 목적을 위해서는 해석 시 모호하지 않도록 알파벳 기호를 제한하는 것이 필요한 경우가 많다. 예를 들어, 두 멤버 알파벳이 {00,0}인 경우 종이에 "000"으로 쓰여진 문자열은 세 개의 "0" 기호, "00" 다음에 "00"이 이어지는 순서인지 확실하지 않기 때문에 모호하다. "0" 또는 "0" 뒤에 "00"이 온다.